# 莫妮卡·德贝茨霍伊泽
莫妮卡·德贝茨霍伊泽（德語：Monika Debertshäuser，1952年9月18日—），德国女子越野滑雪运动员。她曾代表东德参加1976年冬季奥林匹克运动会越野滑雪比赛，获得女子4×5公里接力铜牌。